# Ziegelstein (Nürnberg)
Ziegelstein ([ˈt͡siːɡl̩ˌʃtaɪ̯n] ⓘ, fränkisch: Ziechalasschdah) liegt im Nordosten Nürnbergs und bildet den statistischen Bezirk 84. Das ehemalige Dorf wurde am 1. August 1920 in die mittelfränkische Stadt Nürnberg eingemeindet und entwickelte sich zu einem vorstädtischen Stadtteil.

## Geographie
Ziegelstein liegt nordöstlich der Nürnberger Innenstadt und unmittelbar südöstlich des Nürnberger Flughafens. Benachbarte Stadtteile sind Buchenbühl im Norden, Schafhof im Südosten, Loher Moos und Herrnhütte im Süden und Südwesten, Marienberg und Mooshof im Westen. Der Hirschsprunggraben durchfließt das Gebiet von Ost nach West.

### Statistische Distrikte
Der Bezirk 841 Ziegelstein besteht aus folgenden Distrikten:
840 Ziegelstein Süd-West
841 Ziegelstein Süd-Ost
842 Ziegelstein Nord-Ost
843 Ziegelstein Nord-West

## Geschichte

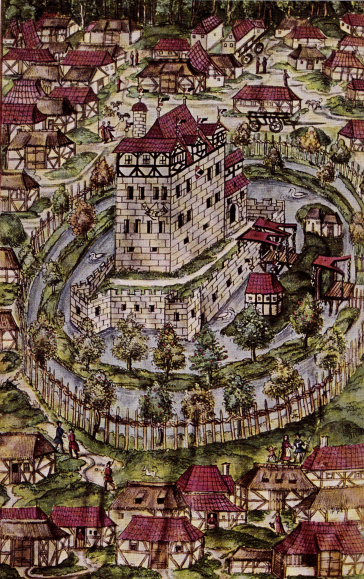
Wasserburg Ziegelstein (abgegangen)

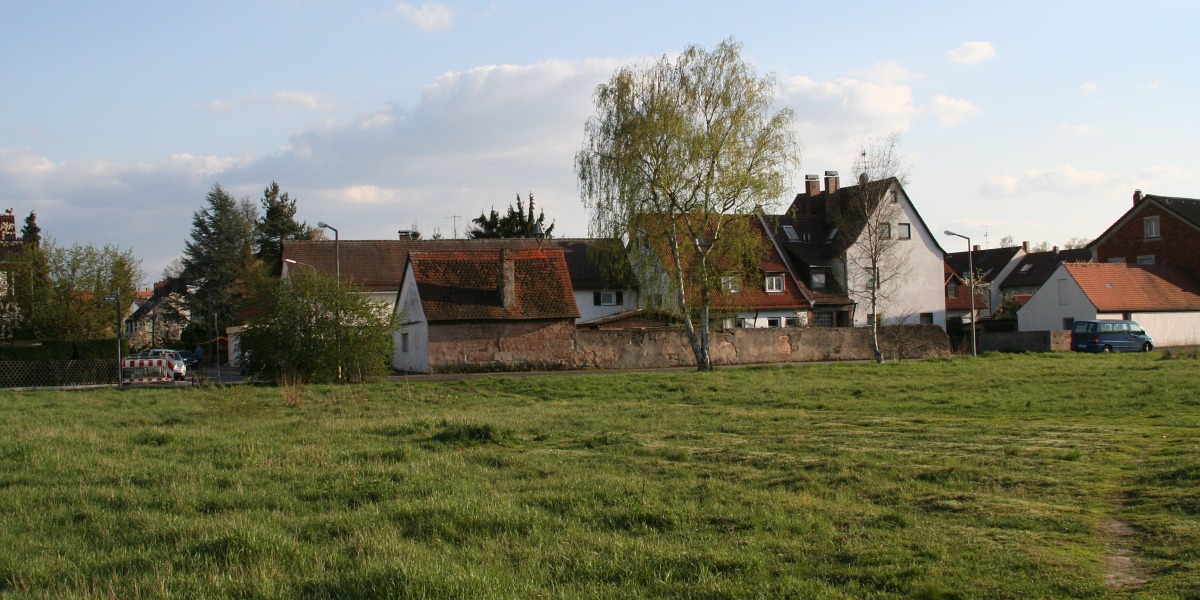
Imhoffschloss heute

Die Siedlung entstand neben einer städtischen Ziegelhütte, die im Zweiten Markgrafenkrieg zerstört wurde. Der Ort war früher Besitz der Nürnberger Patrizierfamilie Haller, die dort ein Schloss besaß, das 1642 zerstört und nicht wieder aufgebaut wurde. Im 15. Jahrhundert ging der Name des Schlosses Ziegelstein auf die ganze Siedlung über, die sowohl in den beiden Markgrafenkriegen als auch im Dreißigjährigen Krieg zerstört wurde. 1647 kam der Ort an die Schlüsselfelder und von 1666 bis 1848 an die Imhoff. Das Imhoffschloss steht heute noch; der Turm wurde jedoch im Zweiten Weltkrieg von amerikanischen Soldaten zerstört und das Gebäude in den Folgejahren durch Modernisierungsversuche stark verunstaltet.
Gegen Ende des 18. Jahrhunderts bestand Ziegelstein aus 28 Anwesen (1 Schloss, 1 Wirtshaus, 1 Ziegelei, 1 Hirtenhaus, 1 Schulhaus, 11 Güter, 7 Gütlein, 5 Häuser, 2 Brandweinbrennereien). Das Hochgericht übte die Reichsstadt Nürnberg aus, was aber vom brandenburg-bayreuthischen Oberamt Baiersdorf bestritten wurde. Die Dorf- und Gemeindeherrschaft und die Grundherrschaft über alle Anwesen hatte der Nürnberger Eigenherr von Imhoff inne.
1796 kam Ziegelstein zu Preußen und 1810 zum Königreich Bayern. Im Rahmen des Gemeindeedikts wurde Ziegelstein dem 1813 gebildeten Steuerdistrikt und der im selben Jahr gebildeten Ruralgemeinde Großreuth hinter der Veste zugewiesen. Mit dem Zweiten Gemeindeedikt (1818) entstand die Ruralgemeinde Ziegelstein, zu der Herrnhütte gehörte. Sie war in Verwaltung und Gerichtsbarkeit dem Landgericht Erlangen zugeordnet und in der Finanzverwaltung dem Rentamt Erlangen. In der freiwilligen Gerichtsbarkeit unterstanden 24 Anwesen von 1822 bis 1848 dem Patrimonialgericht Ziegelstein. Ab 1826 wurde die Gemeinde dem Landgericht Nürnberg und dem Rentamt Nürnberg überwiesen (1919 in Finanzamt Nürnberg umbenannt). Ab 1862 gehörte sie zum Bezirksamt Nürnberg (1938 in Landkreis Nürnberg umbenannt). Die Gerichtsbarkeit liegt seit 1879 beim Amtsgericht Nürnberg. Die Gemeinde hatte 1904 eine Gebietsfläche von 2,479 km². Am 1. August 1920 wurde Ziegelstein in die Stadt Nürnberg eingemeindet.
Die Viehzucht beschränkte sich weitgehend auf Imker und die Dorfallmende, die heute noch als „der Anger“ für Zirkusauftritte und Brauchtumsfeste wie die Ziegelsteiner Kirchweih verwendet wird. Eine der Hauptstraßen, der Bierweg, liegt auf einer noch aus dem Mittelalter stammenden Route, über die einst Bier transportiert wurde.
In den Kriegsjahren wurden auf dem Gelände des im Osten Ziegelsteins gelegenen heutigen Technologieparks Nordostpark Waffen hergestellt. Gegen Ende des Krieges wurden die Fabriken bombardiert, wobei einige Bomben auch im nahegelegenen Reichswald östlich von Ziegelstein einschlugen. Die Einschlaglöcher sind noch zu sehen.

### Einwohnerentwicklung
Gemeinde Ziegelstein
| Jahr      | 1818   | 1840   | 1852   | 1855   | 1861   | 1867   | 1871   | 1875   | 1880   | 1885   | 1890   | 1895   | 1900  | 1905   | 1910   | 1919   |
| Einwohner | 202    | 282    | 374    | 350    | 386    | 445    | 534    | 540    | 553    | 564    | 565    | 631    | 635   | 632    | 657    | 623    |
| Häuser    | 49     | 44     |        |        |        |        | 67     |        |        | 75     |        |        | 81    |        |        |        |
| Quelle    | [ 12 ] | [ 13 ] | [ 14 ] | [ 14 ] | [ 15 ] | [ 14 ] | [ 16 ] | [ 14 ] | [ 14 ] | [ 17 ] | [ 14 ] | [ 14 ] | [ 9 ] | [ 14 ] | [ 14 ] | [ 14 ] |

Ort Ziegelstein
| Jahr      | 001818 | 001840 | 001861 | 001871 | 001885 | 001900 |
| Einwohner | 176    | 235    | 302    | 449    | 423    | 516    |
| Häuser    | 40     | 40     |        |        | 60     | 65     |
| Quelle    | [ 12 ] | [ 13 ] | [ 15 ] | [ 16 ] | [ 17 ] | [ 9 ]  |

## Baudenkmäler

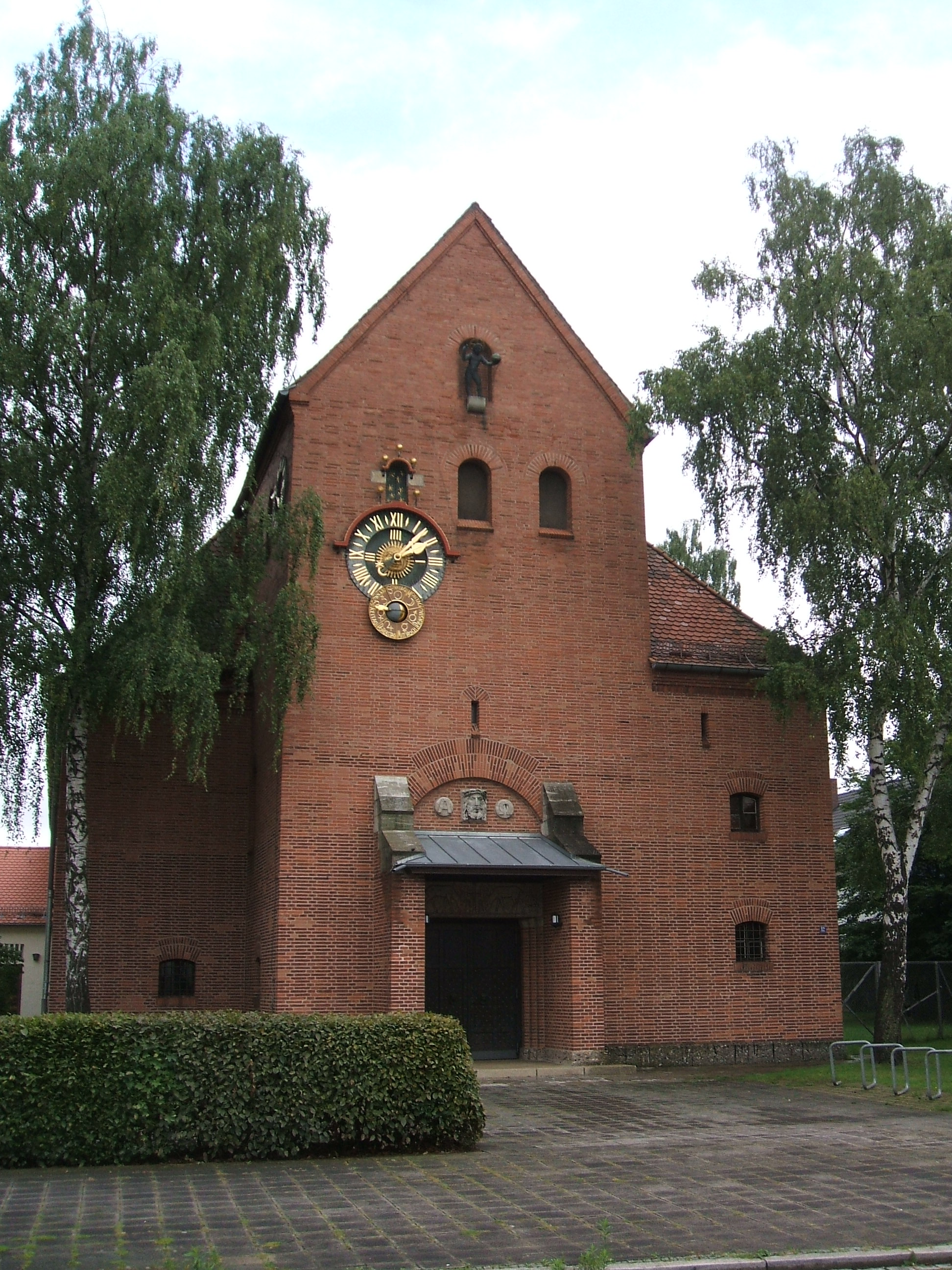
Melanchthonkirche von Westen

In Ziegelstein besteht eine katholische Kirchengemeinde mit der St.-Georgs-Kirche und einem großen Pfarr- und Jugendheim sowie eine evangelisch-lutherische Kirchengemeinde mit der 1938–40 von German Bestelmeyer errichteten Melanchthon-Kirche. Zur evangelisch-lutherischen Gemeinde gehört die Gnadenkirche Schafhof, eine Notkirche, die mit einem Hilfsprogramm durch das Hilfswerk der Evangelischen Kirchen in Deutschland 1951 erbaut wurde. Ziegelstein verfügt über eine Grund- und Teilhauptschule am Heroldsberger Weg.
Einige Bauernhäuser des 18. und 19. Jahrhunderts sind erhalten. Markant bemerkbar machen sich jedoch die Wohnanlagen der ersten Hälfte des 20. Jahrhunderts, die mit großer Sorgfalt renoviert wurden.

## Fritz-Munkert-Platz

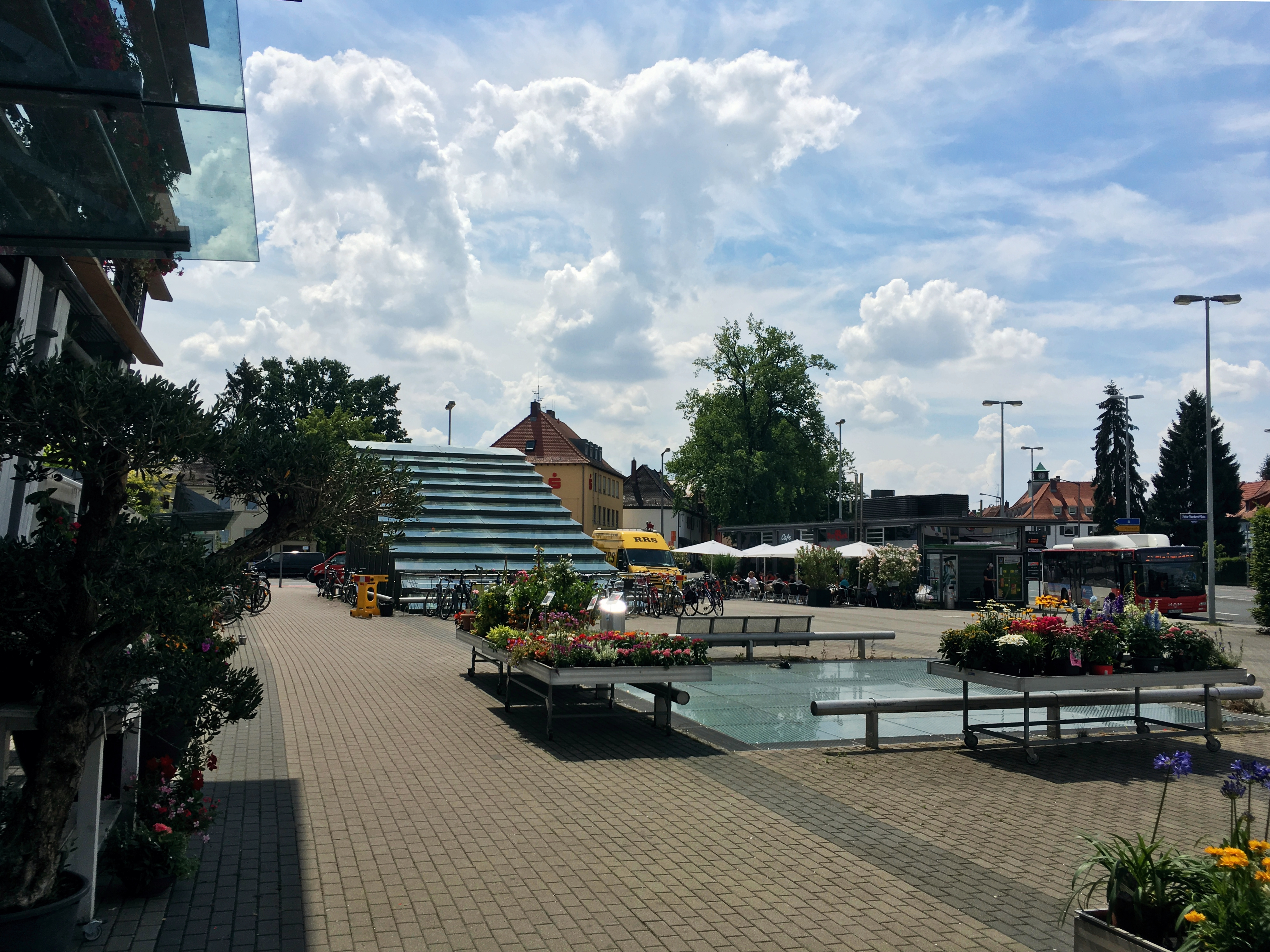
Fritz-Munkert-Platz

Als Endhaltestelle der ehemals verkehrenden Straßenbahn entwickelte sich die Fläche um die Kreuzung Marienbergstraße/Bierweg mit der Ziegelsteinstraße als Stadtteilzentrum der verschiedenen Siedlungen. 1982 wurde die Fläche nach dem Nürnberger Sozialdemokraten und Widerstandskämpfer gegen den Nationalsozialismus Georg Friedrich Munkert in Fritz-Munkert-Platz benannt, der bis 1935 selbst in Loher Moos lebte, ehe er 1944 im Zuchthaus Brandenburg hingerichtet wurde. Mit dem Bau der U-Bahn wurde der Platz umgestaltet und bietet seitdem neben einem Cafe und den Erschließungsbauwerken zum U-Bahnhof Platz für einen jeweils Mittwoch, Freitag und Samstag stattfindenden Wochenmarkt.

## Religion

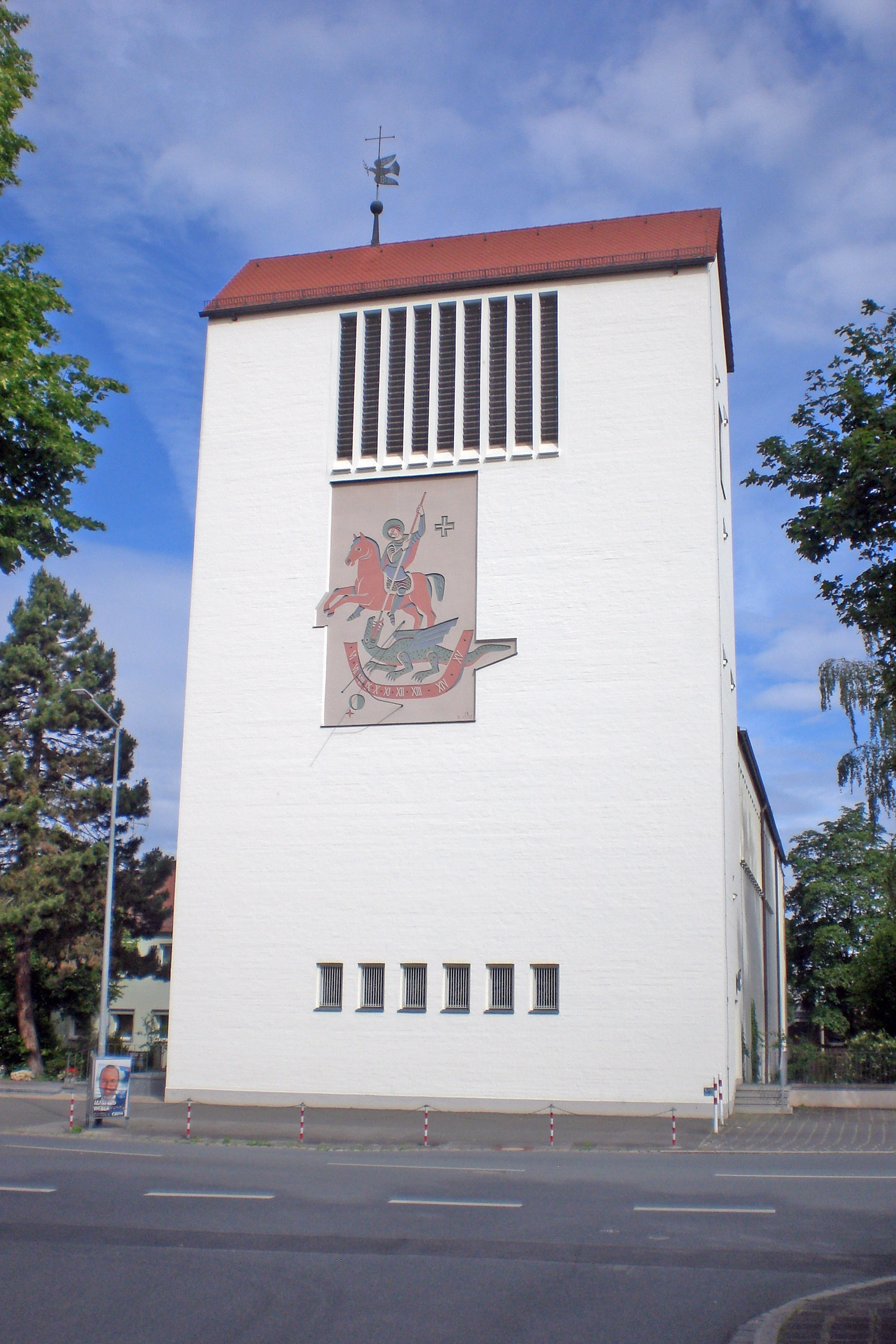
St.-Georgs-Kirche (2024)

Der Ort ist seit der Reformation überwiegend protestantisch. Die Einwohner evangelisch-lutherischer Konfession sind in die Melanchthonkirche gepfarrt, die Einwohner römisch-katholischer Konfession sind nach St. Georg gepfarrt.

## Brauchtum und Vereine
Der Ziegelsteiner Brauchtumsverein veranstaltet jedes Jahr Brauchtumsfeste wie Kirchweih, Sonnwendfeier, Kartoffelfeuer, Erntedankfest und Adventssingen und bäckt jeden ersten Samstag von März bis November im selbst gebauten Backofen auf dem Ziegelsteiner Anger Holzofenbrot.

### Sport
Es existieren viele lokale Sportvereine. So sind in Ziegelstein der ehemalige Fußball-Gauligist ASN Pfeil Nürnberg sowie der ehemalige Handballbundesligist TuSpo Nürnberg ansässig. Die Hockey-Gesellschaft Nürnberg war 1968 deutscher Meister im Hallenhockey und spielt aktuell in der 1. Bundesliga. Mit dem Club am Marienberg besteht ein zweiter Hockey- und Tennisverein. Die DJK-Berufsfeuerwehr Franken Concordia ist eine weitere Fußballvereinigung.
Auf dem Gelände des ASN Pfeil Phönix Nürnberg befindet sich auch die sogenannte ASN-Radrennbahn, die 1949 eingeweiht, 1968 außer Dienst gestellt und seit 2022 wieder reaktiviert wird.

## Verkehr

### Stadtverkehr
Ziegelstein verfügt mit der in der Nähe liegenden U-Bahn-Station Herrnhütte und der eigenen U-Bahn-Station Ziegelstein über einen direkten Anschluss an die U-Bahn, die die zuletzt dort verkehrende Straßenbahnlinie 3 ablöste und den direkten Anschluss zur Innenstadt und zum Flughafen ermöglicht.
Des Weiteren verkehren durch den Stadtteil die Buslinien 21, 30, 31 und 45, die zahlreiche Direktverbindungen ins Stadtgebiet bieten.

### Haltepunkt Ziegelstein

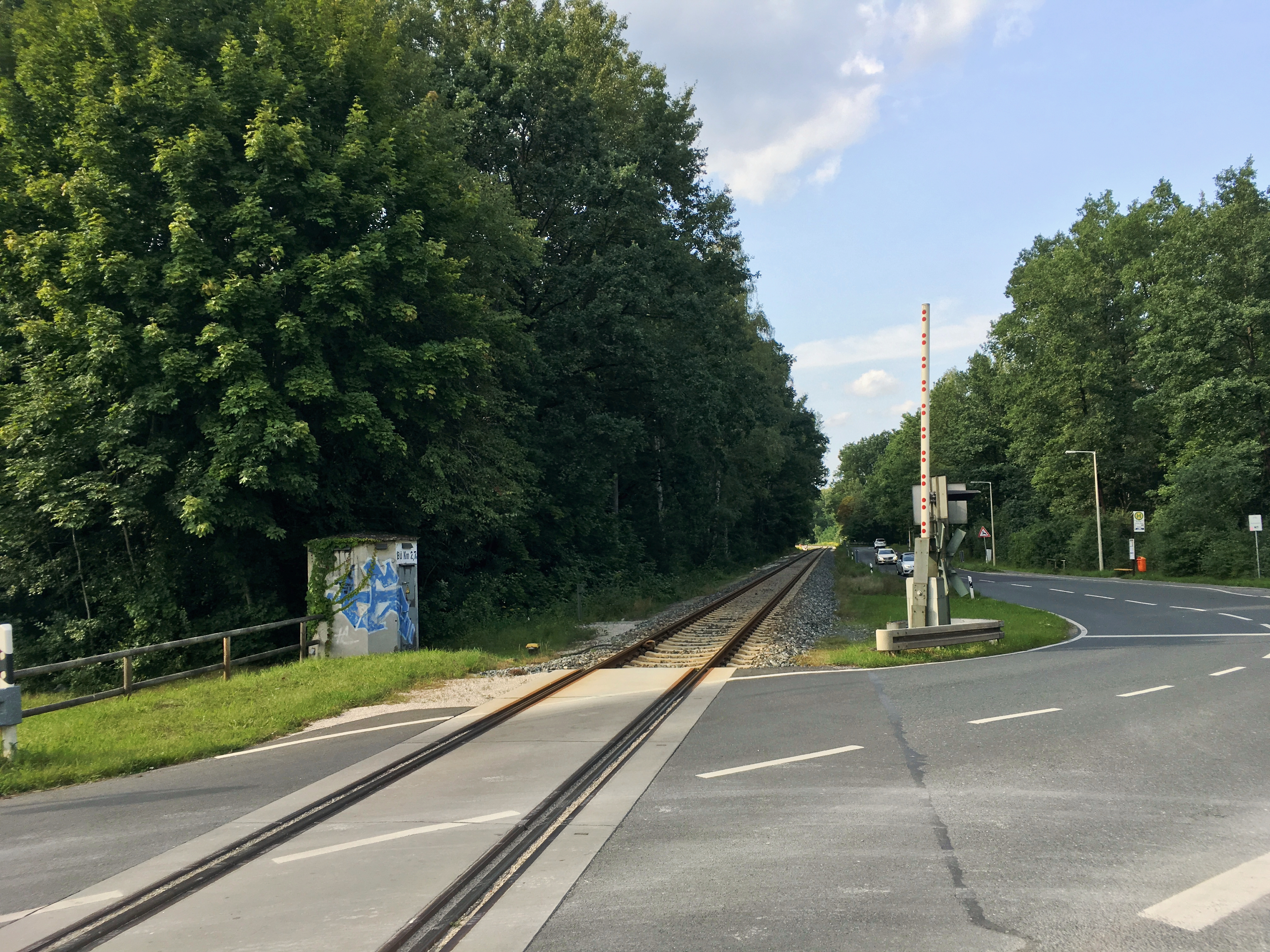
Bereich des ehemaligen Bahnhofs

Durch Ziegelstein führt die Gräfenbergbahn, die kurze Zeit einen Haltepunkt Ziegelstein⊙ am Bahnübergang an der Neuwieder Straße hatte.
Der Bahnhof wurde am 1. Februar 1908 durch die Königlich Bayerischen Staatseisenbahnen eröffnet. Am 13. Januar 1926 wurde die Station mit der Verlängerung der Straßenbahn nach Ziegelstein aufgelassen und stattdessen im nördlich gelegenen und damals neu entstandenen Stadtteil Buchenbühl ein Haltepunkt eröffnet. Seit dessen Wegfall im Jahr 1983 ist der Nürnberger Nordostbahnhof bei Herrnhütte für Ziegelstein der nächstgelegene Anschluss an das Netz der Deutschen Bahn.
Bilder

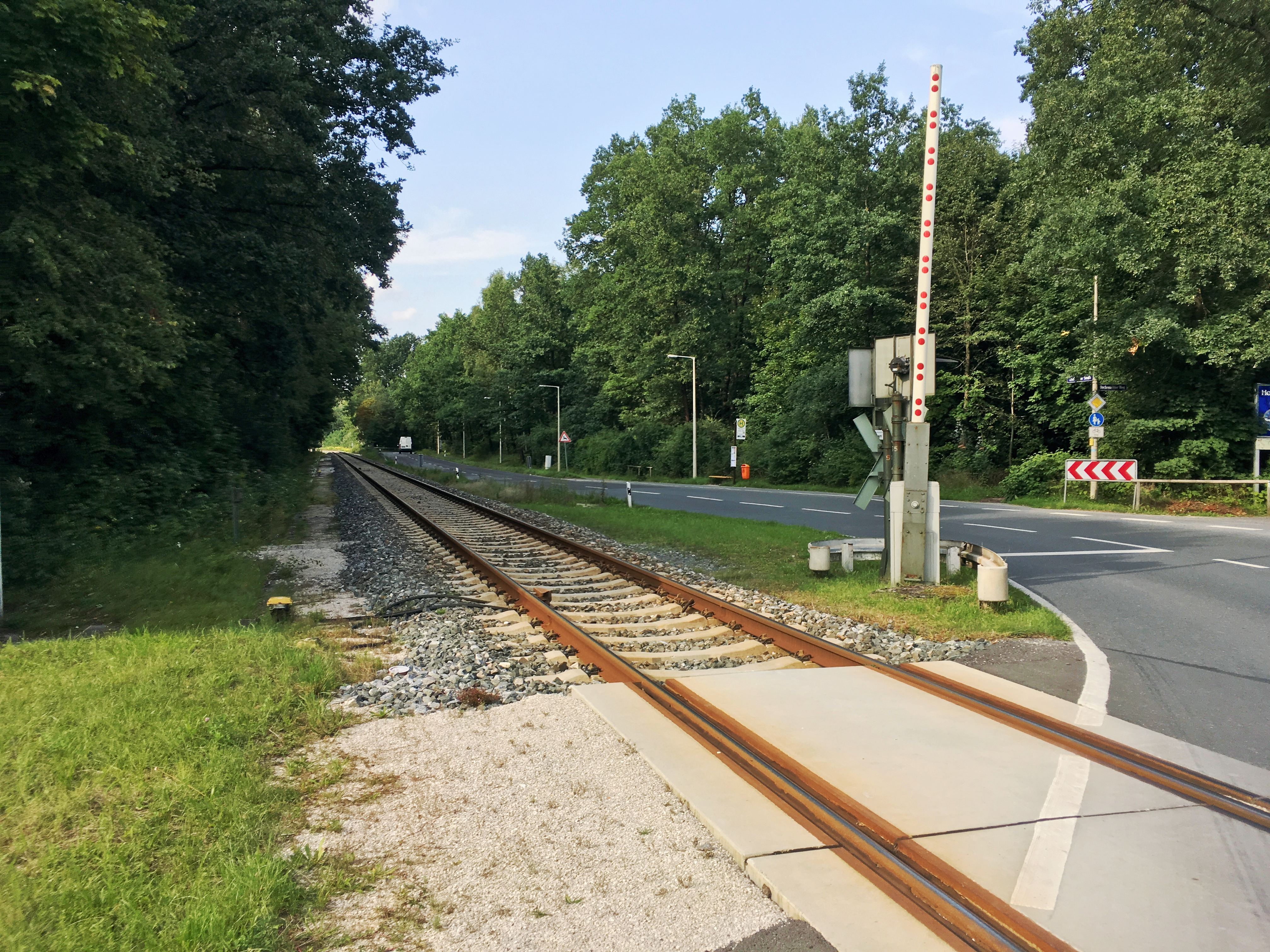
Ehemaliger Bahnsteigsbereich stadtauswärts
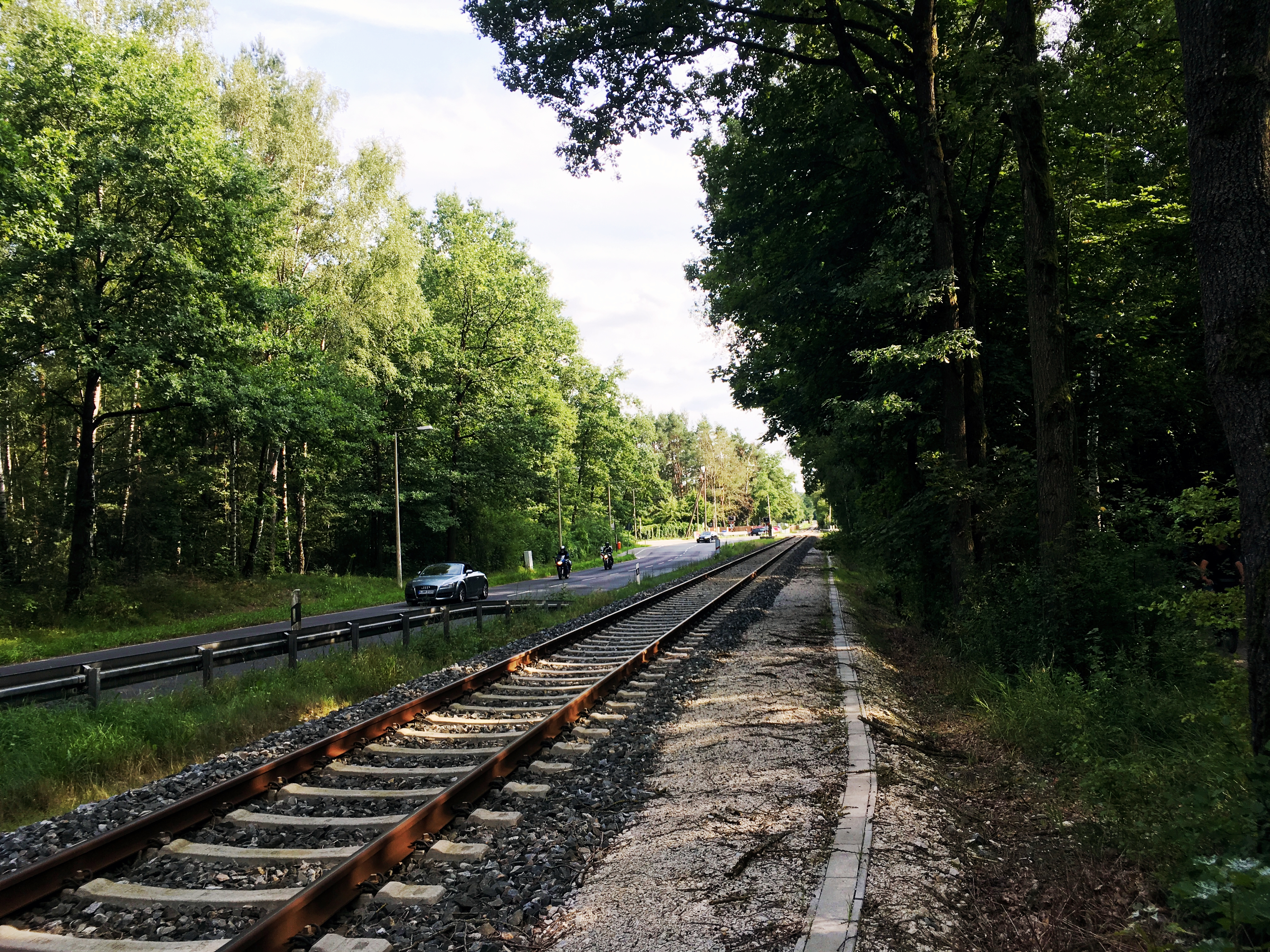
Ehemaliger Bahnsteigsbereich stadteinwärts
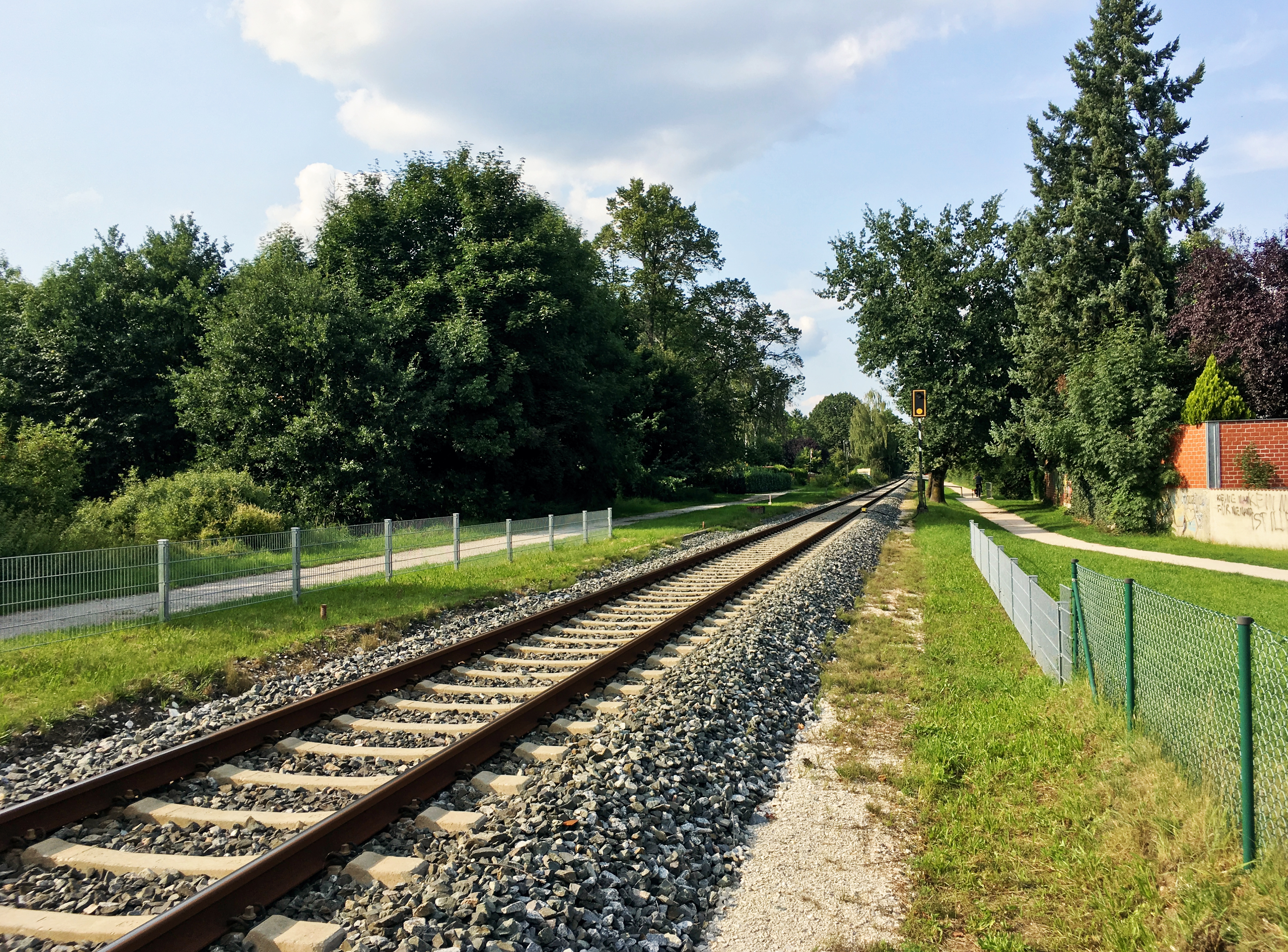
Ehemaliges Verladegleis stadtauswärts
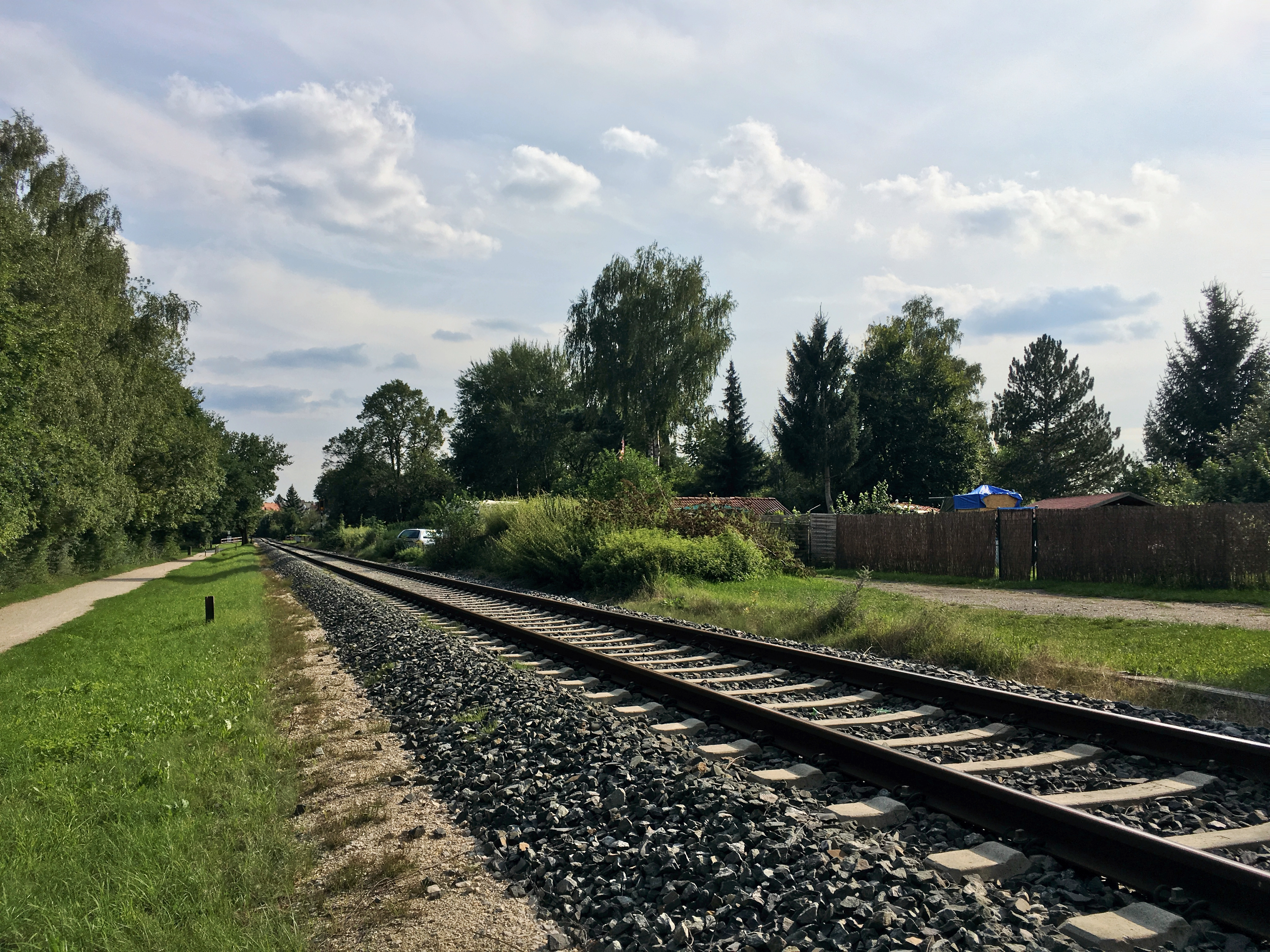
Ehemaliges Verladegleis mit bewachsener Rampe stadteinwärts

## Persönlichkeiten
In Ziegelstein verbrachte die Autorin Esther Vilar ihre Kindheit.